# Paradoxe du barbier
Ne doit pas être confondu avec Théorème de Barbier.
Le paradoxe du barbier est une illustration à but didactique du paradoxe de Russel. Le logicien Evert Willem Beth le qualifie d'« antinomie prétendue » ou de « pseudo-antinomie ».

## Énoncé
Le paradoxe peut s'énoncer ainsi :

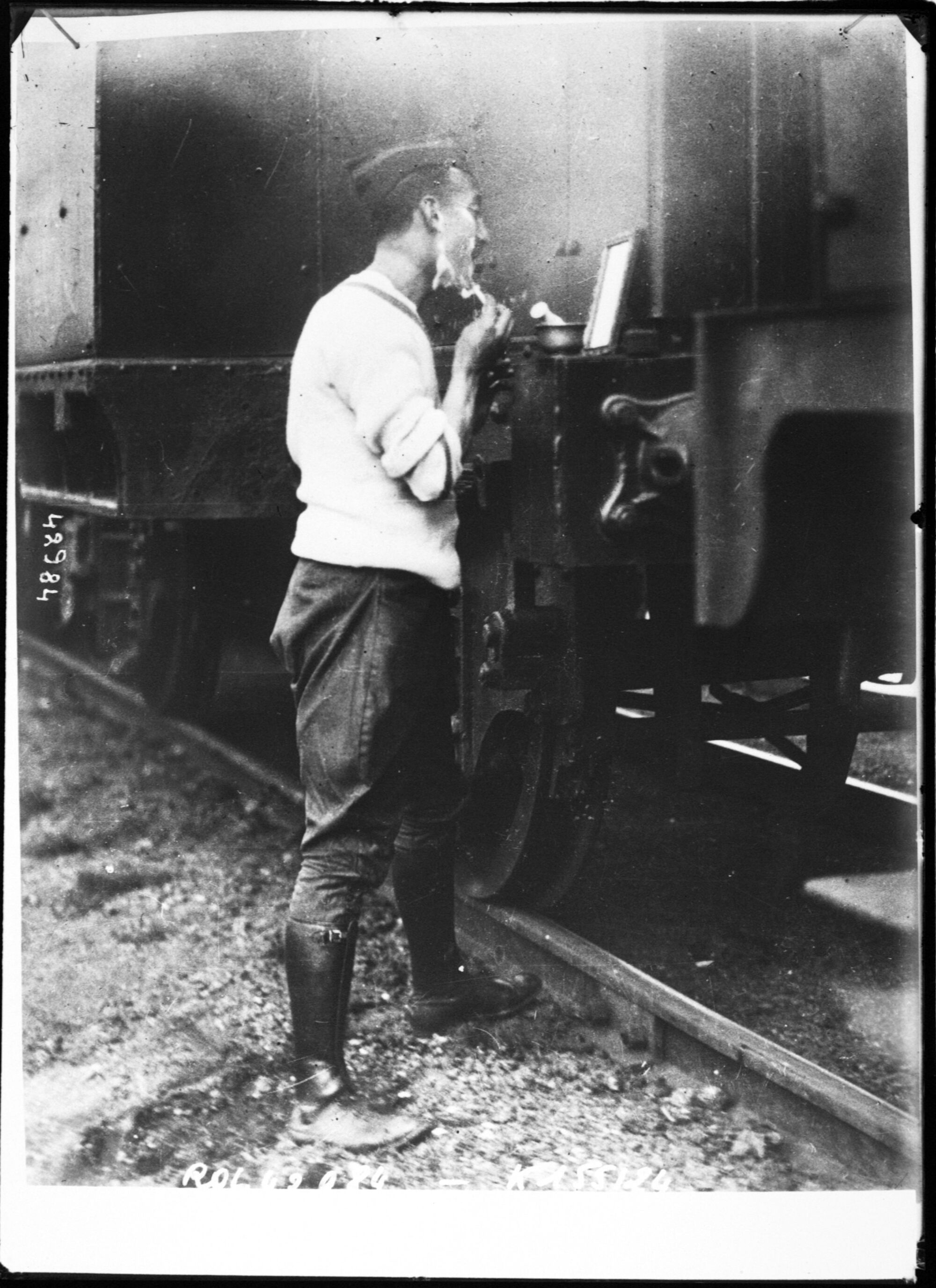
Le paradoxe du barbier présente une double contradiction rendant son application théoriquement impossible.

Le conseil municipal d'un village vote un arrêté municipal qui enjoint à son barbier (masculin) de raser tous les habitants masculins du village qui ne se rasent pas eux-mêmes et seulement ceux-ci.  
Le barbier, qui est un habitant du village, n'a pas pu respecter cette règle car :
- S'il se rase lui-même, il enfreint la règle, car le barbier ne peut raser que les hommes qui ne se rasent pas eux-mêmes ;
- S'il ne se rase pas lui-même, il est en tort également, car il a la charge de raser les hommes qui ne se rasent pas eux-mêmes.

Cette règle est donc inapplicable, ce qui n'est pas en soi une contradiction logique : il n'y a aucune raison de penser qu'un conseil de village ou toute autre instance ne puisse être à l'origine d'une loi absurde. 
De fait, loin d'être une antinomie logique, ce « paradoxe » montre qu'un barbier respectant cette règle ne peut pas exister. Il s'agit d'une illustration de ce que, si R est une relation binaire quelconque (en l'occurrence « ...rase... »), l'énoncé suivant, écrit en langage formel :
¬ ∃y ∀x (y R x ⇔ ¬ x R x)
est une  formule universellement valide du calcul des prédicats du premier ordre. On se reportera à l'article sur le paradoxe de Russell pour voir pourquoi cela peut conduire, dans le cas de la relation d'appartenance dans une théorie des ensembles trop naïve, à une antinomie, c’est-à-dire à une contradiction démontrée dans la théorie.
Comme il s'applique en fait à n'importe quelle relation (binaire), on peut en donner, avec plus ou moins de bonheur, de multiples variantes. Citons celle-ci, due à Martin Gardner : est-il logiquement possible d'écrire un catalogue qui répertorie tous les catalogues ne se répertoriant pas eux-mêmes et seulement ceux-ci ? La réponse est non, puisque ce catalogue ne peut pas se répertorier, ni ne pas se répertorier.